# 水口純
水口純（みずぐち じゅん、1965年 - ）は、日本の財務・金融官僚。

## 来歴
兵庫県西宮市生まれ。甲陽学院高等学校、東京大学法学部卒業。1991年ハーバード大学ケネディスクール公共政策学修士（MPP）。
1987年 大蔵省に入省。主計局総務課に配属。1993年7月 関東信越国税局下館税務署長。
2014年7月4日 金融庁証券取引等監視委員会事務局総務課長。2016年7月1日 金融庁総務企画局参事官兼金融庁総務企画局審議官（監督局、国際担当）。2017年7月7日 金融庁総務企画局審議官（監督局、国際担当）。2018年7月17日 金融庁総合政策局審議官（サイバーセキュリティ、総合政策局担当）。2019年7月5日 金融庁証券取引等監視委員会事務局次長。2019年9月9日 金融庁証券取引等監視委員会事務局次長兼金融庁総合政策局国際証券監理官。2020年7月20日 東海財務局長。2021年7月8日 財務省大臣官房政策立案総括審議官。2022年6月29日 派遣職員（国際通貨基金（IMF）理事）。
証券監督者国際機構（IOSCO）にて、アジア太平洋地域委員会議長、G20向け市場分断作業部会共同議長等の要職を歴任。

## 職歴
- 1987年4月：大蔵省に入省
- 1988年5月：主計局法規課
- 1991年7月：大臣官房秘書課財務官室調査主任
- 1992年7月：大臣官房秘書課財務官室付主任
- 1993年7月：関東信越国税局下館税務署長
- 1994年6月：アジア開発銀行総裁補佐官[3]
- 1997年7月：主税局国際租税課長補佐（総括）[3]
- 1999年7月：金融庁監督部証券監督課長補佐（総括）[3]
- 2000年7月：金融庁監督部証券課長補佐（総括、総務）[3]
- 2001年1月：金融庁監督局証券課長補佐（総括、総務）[3]
- 2001年7月：金融庁検査局総務課長補佐（総括）[3]
- 2003年6月：国際決済銀行・金融安定化フォーラム（FSF）事務局（スイス・バーゼル）
- 2007年8月：財務省関税局関税課経済連携室長
- 2009年7月：国際局地域協力課国際調整室長
- 2010年7月：国際局調査課長
- 2011年8月：金融庁総務企画局参事官（国際担当） 兼 金融庁総務企画局市場課
- 2012年7月：金融庁総務企画局参事官（国際担当） 兼 金融庁総務企画局市場課 兼 金融庁国際政策管理官
- 2014年7月：金融庁証券取引等監視委員会事務局総務課長
- 2016年7月：金融庁総務企画局参事官 兼 金融庁総務企画局審議官（監督局、国際担当）
- 2017年7月：金融庁総務企画局審議官（監督局、国際担当）
- 2018年7月：金融庁総合政策局審議官（サイバーセキュリティ、総合政策局担当）
- 2019年7月：金融庁証券取引等監視委員会事務局次長
- 2019年9月：金融庁証券取引等監視委員会事務局次長 兼 金融庁総合政策局国際証券監理官
- 2020年7月：東海財務局長
- 2021年7月：大臣官房政策立案総括審議官
- 2022年6月：大臣官房付
- 2022年6月：派遣職員（国際通貨基金（IMF）理事)